# 小平市立小平第十三小学校
小平市立小平第十三小学校(こだいらしりつこだいらだいじゅうさんしょうがっこう)は東京都小平市小川西町にある小平市立の小学校。2017年時点の全児童数は380名。

## 沿革
1968年5月15日に小平市立小平第六小学校の児童数増加に伴い、分校として小平第十三小学校が開校された。
- 1968年5月15日 小平市立小平第六小学校から分校し、小平第十三小学校が開校される。校舎は分校元の小平第六小学校を利用していた。
- 1968年6月1日 新校舎が完成し、開校式が行われる。
- 1968年6月15日 開校記念としてタイサンボクを植樹
- 1970年7月1日 プールの新設工事が完了。
- 1972年 校歌制定。
- 1973年 北校舎の増改築が行われる。
- 1974年 体育館の新設工事が完了。
- 1975年 特別教室増築が完了。
- 1999年 児童数増加に伴い新校舎増築。
- 2002年 校舎の耐震改修工事が行われる。
- 2016年 体育館や北校舎の改修工事が行われる。

## 教育目標
- 自ら考え行動する子ども
- 明るく元気な子ども
- 仲良く助け合う子ども

## 学区
学区は小平市小川西町の一部と栄町の一部である。

## 交通
- 西武拝島線・西武国分寺線 小川駅

## 出身者
- 栗山英樹 - 元プロ野球選手、北海道日本ハムファイターズ監督
- 萩原慎一郎 - 歌人
- 湯浅誠 - 社会活動家